# Fatima Zahra Djouad
Fatima Zahra Djouad, née le 12 juillet 1988 à Béjaïa, est une joueuse algérienne de volley-ball. Elle mesure 1,80 et joue réceptionneuse-attaquante.

## Club
club actuel :  Amiens Longueau Métropole Volley-Ball
 club précédent :  MB Béjaïa
 club précédent :  NC Béjaïa